# Schlenk-Gleichgewicht
Das Schlenk-Gleichgewicht beschreibt das Verhalten von Grignard-Verbindungen (Magnesium-organischen Verbindungen) in der Abhängigkeit vom Lösungsmittel. Es wurde nach seinem Entdecker Wilhelm Schlenk (1879–1943) benannt, welcher einer der Pioniere auf dem Gebiet der metallorganischen Chemie war.

## Bedeutung
„Die Struktur des Grignard-Reagens, die noch nicht in allen Einzelheiten geklärt ist, hängt hauptsächlich von Konzentration und Lösungsmittel ab.“
Es werden Lösungsmittel wie z. B. Diethylether oder Tetrahydrofuran benutzt. Je zwei freie Elektronenpaare von diesen Ethermolekülen sind komplex an das Magnesium gebunden und stellen das zur Stabilität notwendige Elektronenoktett her, was in der Literatur, hier am Beispiel des Tetrahydrofurans, so präsentiert wird:
Eine genauere Betrachtung führt zu einem detaillierteren Bild, dem Schlenk-Gleichgewicht: Bei der Herstellung einer Magnesium-organischen Verbindung entstehen je nach dem verwendeten Lösungsmittel und in Abhängigkeit von dessen Fähigkeiten in Bezug auf Koordination und Löslichkeiten der Reaktionsprodukte verschiedene Verbindungen. Das Schlenk-Gleichgewicht beschreibt in einfacher Weise, welche Verbindungen in welchem Lösungsmittel auftreten. In folgender Abbildung wird, nach der Literatur, das Schlenk-Gleichgewicht beschrieben. Es herrscht ein Gleichgewicht zwischen den Formen 1a und 1b. Je nach Lösungsmittel, welches die Grignard-Verbindung in einem Komplex stabilisiert, wird Form 2a oder 2b ausgebildet.
Bei geringer Konzentration des Lösungsmittels z. B. Diethylether liegt die Form 2a bevorzugt vor. Auch bei Tetrahydrofuran als Lösungsmittel wird Form 2a bevorzugt. In Triethylamin wird Form 2b vollständig ausgebildet. Im Lösungsmittel 1,4-Dioxan fällt das unlösliche Magnesiumhalogenid aus, sodass die Dialkylmagnesiumverbindung angereichert wird.
Das Schlenk-Gleichgewicht wurde ebenfalls bei der Hauserbase [benannt nach Charles R. Hauser (1900–1970)] mit der Summenformel R2NMgCl beobachtet. Bei Hauserbasen handelt es sich um Grignardanaloga, bei denen der Alkylrest R− durch einen Amidsubstituenten R2N− ersetzt wurde.